# Eremiascincus
Eremiascincus – rodzaj jaszczurek z podrodziny Sphenomorphinae w rodzinie scynkowatych (Scincidae).

## Zasięg występowania
Rodzaj obejmuje gatunki występujące w Australii, Indonezji, Papui-Nowej Gwinei i Timorze Wschodnim.

## Systematyka

### Etymologia
Eremiascincus: gr. ερημια erēmia „pustynia”; łac. scincus „rodzaj jaszczurki, scynk”.

### Podział systematyczny
Do rodzaju należą następujące gatunki:
- Eremiascincus antoniorum (Smith, 1927)
- Eremiascincus brongersmai (Storr, 1972)
- Eremiascincus butlerorum (Aplin, How & Boeadi, 1993)
- Eremiascincus douglasi (Storr, 1967)
- Eremiascincus emigrans (Lidth de Jeude, 1895)
- Eremiascincus fasciolatus (Günther, 1867)
- Eremiascincus intermedius (Sternfeld, 1919)
- Eremiascincus isolepis (Boulenger, 1887)
- Eremiascincus musivus Mecke, Doughty & Donnellan, 2009
- Eremiascincus pallidus (Günther, 1875)
- Eremiascincus pardalis (Macleay, 1877)
- Eremiascincus phantasmus Mecke, Doughty & Donnellan, 2013
- Eremiascincus richardsonii (Gray, 1845)
- Eremiascincus rubiginosus Mecke & Doughty, 2018
- Eremiascincus timorensis (Greer, 1990)